# Erik Wedelin (företagsledare)
Erik Ambjörn Wedelin, född 4 november 1903 i Stockholm, död 23 februari 1977 i Västerleds församling, Stockholm, var en svensk företagsledare. 
Wedelin, som var son till förste kontrollör Axel Wedelin och Tekla Mellin, utexaminerades från Schartaus handelsinstitut 1922. Han var representant för Juvelerare AB John Petterson Eftr. i Stockholm 1924–1930, butikschef vid C.D. Bäckström AB 1930–1932, disponent vid Guldvaruhuset AB och C.G. Hallbergs Guldsmeds AB 1932–1952 och verkställande direktör för C.G. Hallbergs Guldsmeds AB 1952–1961 (som efterträdare till Otto Decker). Wedelin är begravd på Sollentuna kyrkogård.